# 白瀧村
白瀧村（日语：〔〕／ Shirataki mura */?）為過去位於北海道網走支廳中部山區的行政區，為合氣道的發源地，已於2005年10月1日與遠輕町、丸瀨布町、生田原町合併為新設立的遠輕町。轄區位於山區，西部與上川支廳相接，湧別川通過中央區域。
名稱來自轄區西部下白瀧車站附近的瀑布白瀧。

## 歷史
- 1912年：來自紀州的54戶移民前來進行開墾。
- 1946年8月1日：白瀧村從遠輕町分村。[1]
- 2005年10月1日：遠輕町、生田原町、丸瀨布町、白瀧村合併新設為遠輕町。

## 產業
主要產業是農業和酪農業。

## 交通

### 機場
- 旭川機場（位於東神樂町）

### 鐵路
- 北海道旅客鐵道
  - 石北本線：（奧白瀧信號場） - 上白瀧車站 - 白瀧車站 - 舊白瀧車站 - 下白瀧車站

### 道路
高速道路
- 國道450號（旭川紋別自動車道）：白瀧交流道

一般國道
- 國道333號

## 觀光景點
- 白瀧遺跡群
- 白瀧溫泉

## 教育

### 中學校
- 白瀧村立白瀧中學校

### 小學校
| - 白瀧村立白瀧小學校 | - 白瀧村立支湧別小學校 |

## 姊妹市・友好都市

### 日本
- 岩間町（茨城縣）
- 田邊市（和歌山縣）

## 本地出身的名人
- 植芝盛平：合氣道創始者，出身於和歌山縣田邊市，1912年隨紀州開墾團前來白瀧開墾。

## 外部連結
- （日語）白瀧地區的沿革
- （日語）白瀧村介紹
- （日語）遠輕地區4町村合併協議會